# Cantó de Raucourt-et-Flaba

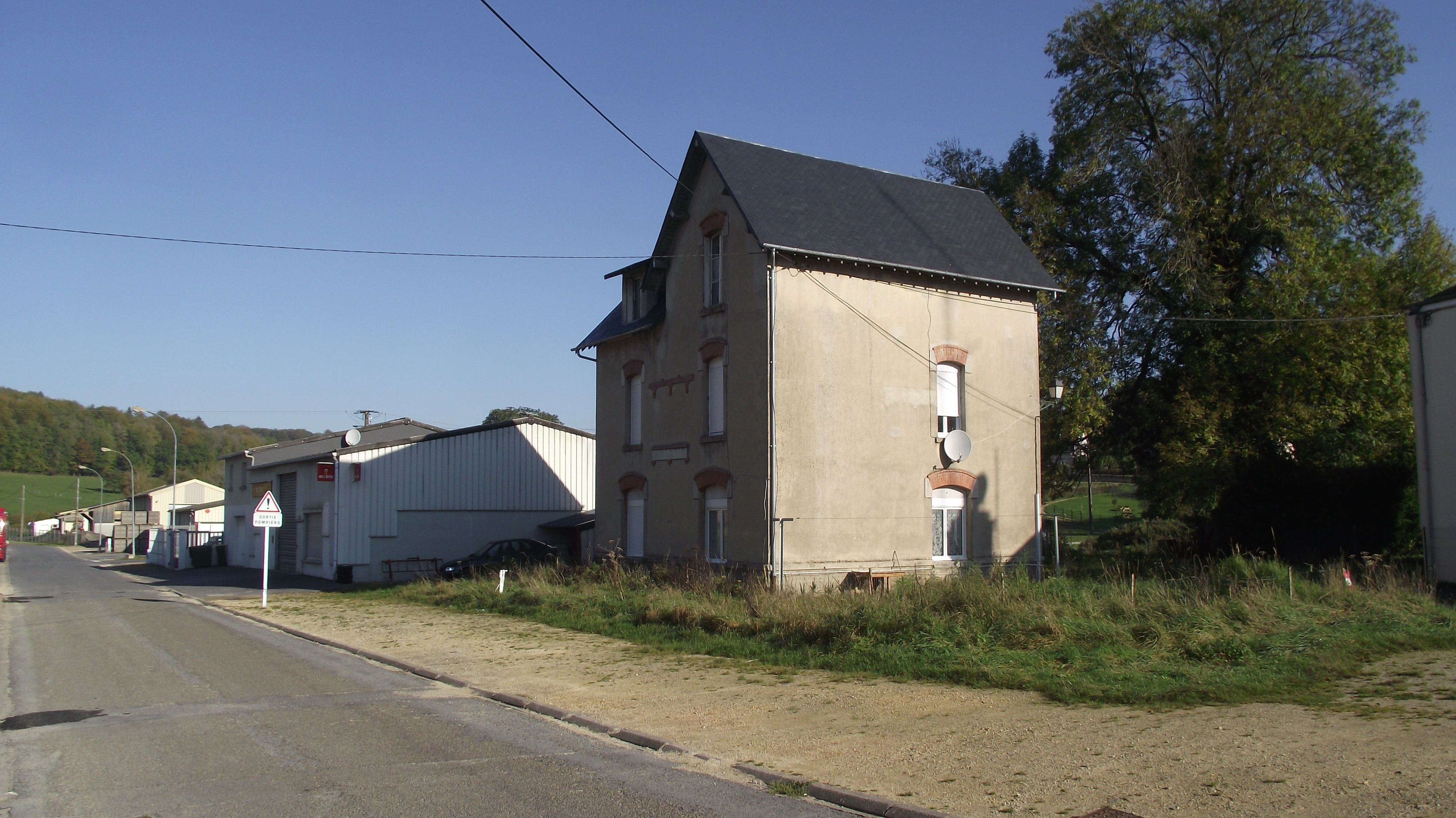

El cantó de Raucourt-et-Flaba és un cantó francès del departament de les Ardenes, situat al districte de Sedan. Té 12 municipis i el cap és Raucourt-et-Flaba.

## Municipis
- Angecourt
- Artaise-le-Vivier
- La Besace
- Bulson
- Chémery-sur-Bar
- Haraucourt
- Maisoncelle-et-Villers
- Le Mont-Dieu
- La Neuville-à-Maire
- Raucourt-et-Flaba
- Remilly-Aillicourt
- Stonne

## Història
| Data d'elecció                           | Identitat          | Partit          | Qualitat |
| ---------------------------------------- | ------------------ | --------------- | -------- |
| 1945-1955                                | M. Turquois        | radical         |          |
| 1955-1967                                | M. Derulle         | MRP, després CD |          |
| 1967-1973                                | M. Turquois        | Divers droite   |          |
| 1973-1985                                | Maurice Zébert     | PS              |          |
| 1985-1992                                | François Guillaume | UDF             |          |
| 1992-2004                                | Jean Somson        | Divers gauche   |          |
| 2004-2011                                | Pierre Joseph      | Divers droite   |          |
| 2011-                                    | Véronique Duru     | Sense etiqueta  |          |
| les dades anteriors no són pas conegudes |                    |                 |          |
|                                          |                    |                 |          |

## Demografia
| A partir de 1990: Població sense dobles comptes |